# غيلبرت دبليو. ليندسي
غيلبرت دبليو. ليندسي (بالإنجليزية: Gilbert W. Lindsay)‏ هو سياسي أمريكي، ولد في 29 نوفمبر 1900، وتوفي في 28 ديسمبر 1990 في لوس أنجلوس في الولايات المتحدة. انتخب Los Angeles City Council ‏.